# Saint-Hilliers
Saint-Hilliers ist eine französische Gemeinde mit 479 Einwohnern (Stand 1. Januar 2022) im Département Seine-et-Marne in der Region Île-de-France. Sie gehört zum Arrondissement  Provins und zum Kanton Provins.

## Bevölkerungsentwicklung
| Jahr      | 1962 | 1968 | 1975 | 1982 | 1990 | 1999 | 2007 |
| Einwohner | 353  | 318  | 291  | 277  | 340  | 400  | 431  |

## Sehenswürdigkeiten
- Kirche Saint-Hilaire, erbaut im 14. Jahrhundert (siehe auch: Liste der Monuments historiques in Saint-Hilliers)